# Inca d'Ortiz
El inca d'Ortiz (Incaspiza ortizi) és un ocell de la família dels tràupid (Thraupidae).

## Hàbitat i distribució
Habita zones àrides amb matoll al vessant oriental dels Andes del nord-oest del Perú.